# 施瓦岑貝格家族

1792年时施瓦岑贝格家族族徽

施瓦岑贝格（德语：Schwarzenberg，捷克语：Švarcenberka）是神圣罗马帝国的一个邦国，位于现今巴伐利亚州北部。它的统治者是赛因斯海姆家族的一个分支。施瓦岑贝格1429年起为男爵领地，1599年成为伯爵领地，1670年升为亲王领地。1789年施瓦岑贝格重组为克林根贝格亲王领地。1806年，神圣罗马帝国解散，施瓦岑贝格原领土分属巴伐利亚王国和符腾堡王国。施瓦岑贝格亲王成为奥地利帝国和日后奥匈帝国的贵族。

## 施瓦岑贝格男爵
- 1429年—1437年：埃尔金格一世  Erkinger I
- 1437年—1469年：米夏埃尔二世  Michael II 埃尔金格一世长子
- 1469年—1499年：米夏埃尔三世  Michael III 米夏埃尔二世长子
- 1499年—1510年：埃尔金格二世  Erkinger II 米夏埃尔三世长子
- 1510年—1526年：威廉一世  Wilhelm I  埃尔金格二世长子
- 1526年—1557年：威廉二世  Wilhelm II  威廉一世长子
- 1557年—1599年：阿道夫 Adolf  威廉二世长子

1599年6月5日，施瓦岑贝格升为伯国，阿道夫成为帝国伯爵。

## 施瓦岑贝格伯爵
- 1599年—1600年：阿道夫

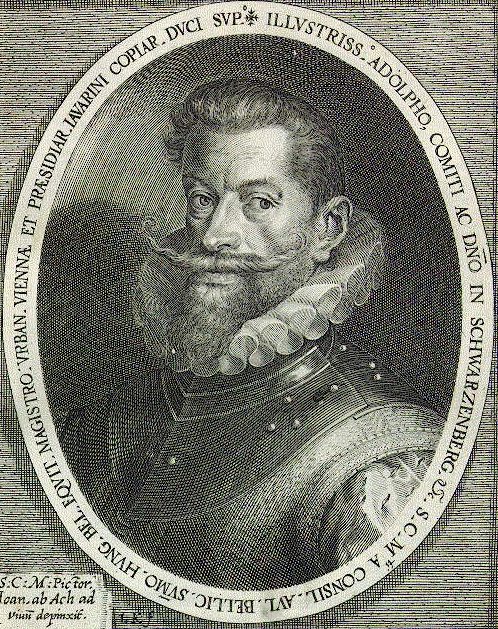
首任施瓦岑贝格伯爵阿道夫

- 1600年—1641年：亚当  Adam  阿道夫的独子
- 1641年—1670年：约翰·阿道夫一世  Johann Adolf I  亚当的次子，1670年成为施瓦岑贝格亲王

1670年，施瓦岑贝格被升为亲王领地，施瓦岑贝格伯爵成为帝国亲王。

## 施瓦岑贝格亲王
1. 1670年—1683年：约翰·阿道夫一世
2. 1683年—1703年：斐迪南·威廉·奥依塞比乌斯 Ferdinand Wilhelm Eusebius    约翰·阿道夫一世的次子
3. 1703年—1732年：亚当·弗朗茨·卡尔·奥依塞比乌斯Adam Franz Karl Eusebius     斐迪南·威廉·奥依塞比乌斯的次子
4. 1732年—1782年：约瑟夫一世·亚当·约翰·内伯姆克·弗朗茨·德·保拉·约阿希姆·犹达·达陡·亚巴郎 Joseph I Adam Johann Nepomuk Franz de Paula Joachim Judas Thaddäus Abraham     亚当·弗朗茨·卡尔·奥依塞比乌斯长子
5. 1782年—1789年：约翰一世·内伯姆克·安东·约瑟夫·约阿希姆·普罗科普  Johann I Nepomuk Anton Joseph Joachim Prokop    约瑟夫一世长子
6. 1789年—1833年：约瑟夫二世·约翰·内伯姆克·安东·卡尔  Joseph II Johann Nepomuk Anton Karl    约翰一世长子，拿破仑战争期间失去领土，成为奥地利贵族，并得到克鲁茂公爵的称号
7. 1833年—1888年：约翰·阿道夫二世·约瑟夫·奥古斯特·弗里德里希·卡尔  Johann Adolf II Joseph August Friedrich Karl    约瑟夫二世长子，兼任克鲁茂公爵
8. 1888年—1914年：阿道夫·约瑟夫·约翰·爱德华  Adolf Joseph Johann Eduard    约翰·阿道夫二世长子，兼任克鲁茂公爵
9. 1914年—1918年：约翰二世·内伯姆克·阿道夫·玛丽亚·胡贝特·马克西明  Johann II Nepomuk Adolf Maria Hubert Maximin   阿道夫·约瑟夫长子，兼任克鲁茂公爵

1918年，奥匈帝国解体。施瓦岑贝格家族成为平民，但仍保留贵族头衔。

### 施瓦岑贝格亲王（幼系）

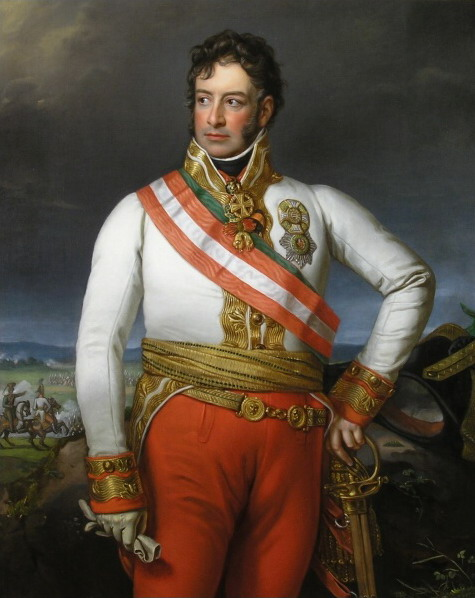
第一代施瓦岑贝格亲王（幼系）卡尔一世·菲利普元帅

1804年，第五代施瓦岑贝格亲王约翰一世的第三子卡尔·菲利普由于战功卓著，被奥地利皇帝弗朗茨一世封为施瓦岑贝格亲王，成为施瓦岑贝格亲王家族的幼系。
- 1804年—1820年：卡尔一世·菲利普·约翰·内伯姆克·约瑟夫  Karl I Philipp Johann Nepomuk Joseph   1809年被封为金羊毛骑士，1813年被授予奥地利陆军元帅军衔
- 1820年—1858年：卡尔二世·鲍荣茂·菲利普  Karl II Borromäus Philipp   卡尔一世·菲利普次子
- 1858年—1904年：卡尔三世·约瑟夫·阿道夫  Karl III Joseph Adolph   卡尔二世长子
- 1904年—1913年：卡尔四世·弗里德里希·爱德华·埃曼努埃尔  Karl IV Friedrich Eduard Emanuel   卡尔三世长子
- 1913年—1914年：卡尔五世·弗里德里希·约翰·阿尔丰斯·依纳茨·亚历山大  Karl V Friedrich Johann Alfons Ignaz Alexander   卡尔四世长子
- 1914年—1918年：卡尔六世·弗里德里希·玛丽亚·约瑟夫·约翰·冯·内伯姆克·基里尔·梅多德  Karl VI Friedrich Maria Joseph Johann von Nepomuk Cyrill Method    卡尔五世长子

1918年，奥匈帝国解体。施瓦岑贝格家族成为平民，但仍保留贵族头衔。

## 施瓦岑贝格家族首领

### 长系
- 1918年—1938年：约翰二世  称施瓦岑贝格亲王，克鲁茂公爵
- 1938年—1950年：阿道夫·约翰·玛丽亚·弗朗茨-约瑟夫·胡贝图斯·阿加皮特  Adolf Johann Maria Franz-Joseph Hubertus Agapit    约翰二世长子，称施瓦岑贝格亲王，克鲁茂公爵，无嗣
- 1950年—1979年：约瑟夫三世·玛丽亚·阿道夫·提图斯  Joseph III Maria Adolf Titus    阿道夫·约瑟夫亲王的孙子，其第三子费利克斯的长子，无嗣

1979年，施瓦岑贝格家族长系绝嗣。

### 幼系

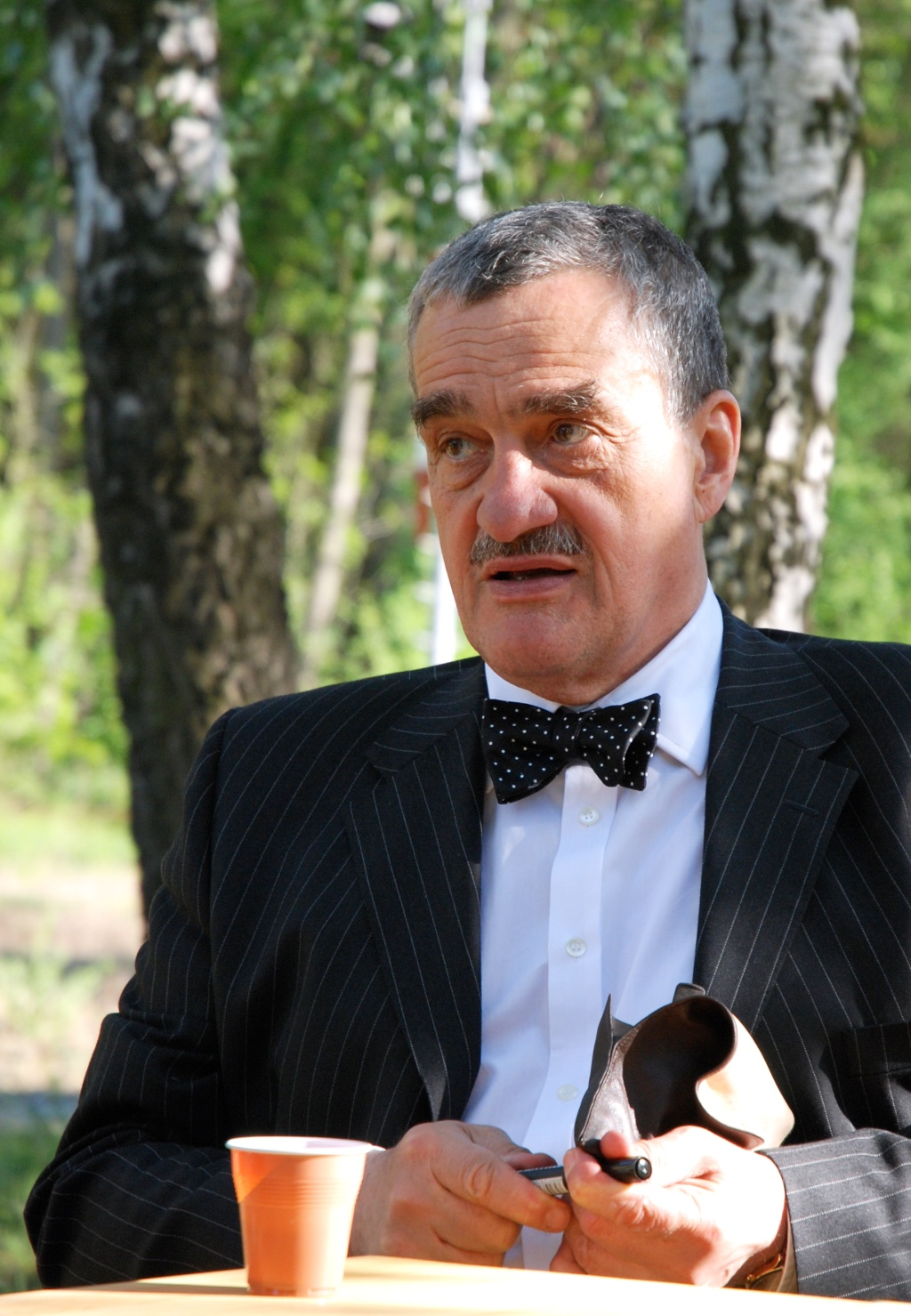
现任施瓦岑贝格亲王卡莱尔七世，捷克共和国外交部长

- 1918年—1986年：卡尔六世    称施瓦岑贝格亲王
- 1986年—2023年：卡尔七世·约翰内斯·内伯姆克·约瑟夫·诺贝特·弗里德里希·安东尼乌斯·弗拉提斯拉夫·梅纳  Karl VII Johannes Nepomuk Josef Norbert Friedrich Antonius Wratislaw Mena    卡尔六世长子，称施瓦岑贝格亲王，苏尔茨伯爵，克莱特郜亲王伯爵。1979年起施瓦岑贝格家族两系合一，得到克鲁茂公爵的称号，1991年被封为金羊毛骑士，2007年至2009年，2010年7月13日至今任捷克共和国外交部长，2009年1月至5月任欧盟理事会主席。拥有捷克共和国、瑞士双重国籍。
- 2023年至今：约翰内斯·内博姆克努斯·安德烈阿斯·亨利·约瑟夫·卡尔·斐迪南·若望圣史·三贤士·阿哈茨·弥额尔·玛丽亚  Johannes Nepomucenus Andreas Heinrich Joseph Karl Ferdinand Johannes Evangelist die Heiligen Drei Könige Achaz Michael Maria（1967年生）
  - 施瓦岑贝格亲王世弟：斐迪南·卡尔·弗里德里希·约翰·内波穆克·雅克布·亚历克修斯  Ferdinand Karl Friedrich Johann Nepomuk Jakob Alexius（1989年生），约翰内斯亲王的堂弟
    - 斐迪南的继承人：弗里德里希  Friedrich（2024年生），斐迪南的长子